# Astérix et les Goths
Astérix et les Goths est le troisième album de la bande dessinée Astérix, publié en 1963, scénarisé par René Goscinny et dessiné par Albert Uderzo.
Il a été pré-publié dans le journal Pilote du no 82 (18 mai 1961) au no 122 (22 février 1962).

## Résumé
Panoramix se rend à la réunion annuelle des druides dans la forêt des Carnutes, escorté par Astérix et Obélix qui doivent l'attendre à la lisière de la forêt, les non-druides n'étant pas autorisés à assister à la réunion. La région est quadrillée par des troupes romaines à la recherche d'une bande de Goths qui a franchi la frontière de la Gaule. Menés par leur chef Coudetric, ces guerriers cherchent à s'approprier le savoir des druides afin d'envahir le territoire.
Au cours de la réunion, après plusieurs démonstrations de tours de magie plus ou moins fantaisistes, Panoramix remporte le concours du « druide de l'année », avec sa potion magique. Mais il est capturé par les Goths qui ont pénétré dans la forêt sacrée. Alertés par Septantesix, un confrère de Panoramix, Astérix et Obélix se lancent à la poursuite des ravisseurs. Après diverses péripéties et changements de costumes, ils passent la frontière de la Germanie et atteignent la ville où Panoramix est retenu prisonnier.
Le chef suprême des Goths, Téléféric, exige du druide qu'il lui prépare de la potion magique, ce que le vieux Gaulois refuse par le truchement de l'interprète Cloridric. Or ce dernier, craignant pour sa propre tête si son chef n'est pas satisfait, ment à Téléféric et affirme que Panoramix accepte, demandant seulement un délai d'une semaine pour attendre la pleine lune. Cloridric profite ensuite de la nuit pour tenter de s'enfuir, mais il est arrêté et jeté en prison. Pendant ce temps, Astérix et Obélix se griment en guerriers goths et se joignent à une patrouille, mais, après avoir tenté de s'éclipser, se retrouvent dans la même geôle que Cloridric.
Obélix détruit la porte de la prison et les deux héros s'évadent avec l'interprète Cloridric qui avoue tout ce qu'il sait à propos du druide. Astérix décide de retourner en ville et de ne libérer Cloridric que lorsqu'ils auront retrouvé Panoramix, mais Cloridric réussit à attirer l'attention d'une patrouille. Astérix et Obélix cherchent à s'enfuir, mais sont contraints de se battre. Après avoir assommé toute la patrouille, ils se rendent délibérément au seul homme resté valide, pour qu'il les conduise à son chef.
Les Gaulois sont amenés à Téléféric qui décide de les faire exécuter. Le chef suprême demande ensuite à Cloridric si le druide est toujours d'accord pour lui préparer de la potion magique. Cloridric affirme que oui, mais Panoramix le dément en révélant qu'il parle leur langue. Fou de rage, Téléféric les fait jeter tous en prison et les condamne à mort.
Astérix, Obélix et Panoramix décident alors de fournir de la potion magique à certains Goths, afin de provoquer le désordre dans le pays et de rentrer plus facilement en Gaule. Par l'entremise de leur garde, le druide fait connaître à Téléféric leurs « dernières volontés » : manger un « potage gaulois », ce qui leur est accordé. Quand le garde revient avec les ingrédients nécessaires, Panoramix utilise ceux-ci pour préparer de la potion magique, puis en donne à boire à Cloridric.
Lors de l'exécution publique, Cloridric exige de passer en premier et parvient à résister à l'écartèlement par des chevaux. Incapable de comprendre ce qu'il se passe, Téléféric ordonne de détacher le condamné et d'amener des chevaux plus forts, mais une fois libéré, Cloridric attaque Téléféric et annonce à la foule que, grâce à la potion du druide, il est leur nouveau chef. Au palais, Astérix demande à Cloridric de lui permettre de se rendre au cachot pour narguer Téléféric. Ne devinant pas le piège, Cloridric lui accorde l'autorisation. Cependant, dans le cachot, Panoramix fait boire de la potion magique à Téléféric qui brise ses chaînes, déterminé à reprendre son trône. Mais, comme Cloridric et Téléféric ont bu tous deux de la potion magique, il ne peut y avoir de vainqueur et chacun décide de lever une armée.
Pendant ce temps, les Gaulois donnent de la potion à d'autres Goths, de préférence vieux ou faibles, et génèrent avec succès la discorde et l'anarchie chez les Germains, estimant que, tant que les Goths seront occupés à se battre, ils ne penseront pas à envahir la Gaule.
Leur mission couronnée de succès, les trois héros rentrent chez eux. Leur arrivée au village provoque la joie de leurs amis qui les croyaient perdus, et tout le monde se retrouve joyeusement pour le banquet final sous les étoiles.

## Personnages principaux
- Les habitants du village gaulois, dont : 
  - Astérix, guerrier,
  - Obélix, livreur de menhirs,
  - Panoramix, druide,
  - Assurancetourix, barde,
  - Abraracourcix, chef du village ;
- Les druides de la forêt des Carnutes, dont : 
  - Septantesix, druide belge au concours du meilleur druide de la forêt des Carnutes,
  - Informatix (mais son nom n'est pas mentionné dans l'album), le doyen des druides,
  - Cicatrix, Préfix et Barométrix, druides au concours du meilleur druide de la forêt des Carnutes ;
- Les Goths, dont :
  - Coudetric, chef guerrier goth kidnappant Panoramix,
  - Théoric, Pasdfric, Histéric et Périféric, guerriers goths kidnappant Panoramix,
  - Téléféric, chef suprême des Goths,
  - Cloridric, interprète goth traduisant le gaulois, puis nouveau chef suprême des Goths,
  - Electric, balayeur goth devenant nouveau chef suprême des Goths,
  - Passmoilcric, Liric et Satiric, nouveaux chefs suprêmes des Goths,
  - Casseurdebric, clochard goth devenant nouveau chef suprême des Goths ;
- Les Romains, dont :
  - Pamplemus et Pardessus, légionnaires romains sur la frontière est de la Gaule,
  - Faitexcus, légionnaire romain brayant comme un âne après avoir mangé des herbes magiques de Septantesix,
  - Nenpeuplus, général romain,
  - Marcus Cubitus et Julius Humérus, légionnaires romains pris à tort pour des Goths.

## Analyse

### Place dans la série
Astérix et les Goths est le premier album de la série où :
- l'on voit la hutte surélevée d'Assurancetourix,
- l'on découvre la forêt des Carnutes, déjà mentionnée dans l'album précédent La Serpe d'or (et y faisant suite, puisque Panoramix devait se rendre à la forêt des Carnutes avec sa serpe d'or),
- Astérix et Obélix se rendent à l'étranger (en l'occurrence en Germanie).

C'est le troisième album consécutif où des personnages extérieurs au village gaulois goûtent la potion magique (en l'occurrence Cloridric et les autres protagonistes des « Guerres astérixiennes »). Cette possibilité offerte aux étrangers se retrouvera par la suite dans Astérix et Cléopâtre et dans d'autres albums ultérieurs.